# Konrad Scheuber
Konrad Scheuber (* 1481 in Altzellen, heute Wolfenschiessen; † 2. März 1559 ebenda) war ein Schweizer Landammann, Richter und Eremit.

## Leben
Seine Eltern waren Hans (Hensli) Scheuber und Dorothea von Flüe. Konrads Mutter war die Tochter des Schweizer Mystikers und Heiligen Bruder Klaus (Niklaus von Flüe), der von 1417 bis 1487 im benachbarten Obwalden lebte. Konrad Scheuber machte die italienischen Feldzüge mit, focht 1512 bei Pavia und 1515 in der Schlacht bei Marignano. Er zeichnete sich 1513 bei Novara besonders aus. Ab 1507 hatte er zahlreiche öffentliche Beamtungen in seiner Heimat inne.
Ab 1528 war Konrad Scheuber als Richter berufen. 1543 wurde er Landammann von Nidwalden. Dem Beispiel seines Grossvaters Niklaus von Flüe folgend, verliess er 1544 die öffentliche Welt und zog sich als Eremit zurück, zunächst in den Ranft bei Sachseln. 1547 wich er auf die Bettelrüti in der Nähe seines Heims auf Altzellen in Wolfenschiessen aus. Er war dort als Bruder Konrad auch Ratgeber für Räte und Richter wie auch für einfache Leute. Er wurde so zu einer Art Landesvater. Obwohl er nie seliggesprochen wurde, wird er bis heute verehrt.
Nach seinem Tod am 2. März 1559 wurde sein Leichnam zweimal umgebettet, bis er 1777 in der neuen Pfarrkirche von Wolfenschiessen seine letzte Ruhestätte fand. Seit 1867 ist die ehemalige Klause des Eremiten neben der Kirche platziert. Sein Grab entwickelte sich zu einem Wallfahrtsort.
Aus seiner Ehe mit Margaretha Roth gingen zwei Töchter, Dorothea und Christine, hervor. Tochter Dorothea heiratete den angesehenen Landrat, Bauherren und Landammann Andreas Z'Rotz. Die jüngere Tochter Christine heiratete Melchior Christen von Wolfenschiessen.